# Marcha (dopływ Leny)
Marcha – rzeka w Rosji, w Jakucji; lewy dopływ Leny. Długość 346 km; powierzchnia dorzecza 8 910 km².
Płynie na Płaskowyżu Nadleńskim, w górnym i środkowym biegu przez bardzo zabagnione tereny; w dolnym biegu silnie meandruje; uchodzi do Leny ok. 170 km poniżej Olokmińska.
Zamarza od października do maja; zasilanie śniegowo-deszczowe.